# Кубок Андорри з футболу 2014
Кубок Андорри з футболу 2014 — 22-й розіграш кубкового футбольного турніру в Андоррі.

## Календар
| Раунд        | Дата              | Матчі | Клуби   |
| ------------ | ----------------- | ----- | ------- |
| Перший раунд | 11-12 січня 2014  | 7     | 23 → 16 |
| Другий раунд | 26 січня 2014     | 4     | 16 → 12 |
| Третій раунд | 2 лютого 2014     | 4     | 12 → 8  |
| 1/4 фіналу   | 9/16 лютого 2014  | 8     | 8 → 4   |
| 1/2 фіналу   | 11/18 травня 2014 | 4     | 4 → 2   |
| Фінал        | 25 травня 2014    | 1     | 2 → 1   |

## Перший раунд
| Команда 1                      | Рахунок         | Команда 2               |
| ------------------------------ | --------------- | ----------------------- |
| 11 січня 2014                  |                 |                         |
| Енгордані (2)                  | 7:3 дч          | Екстременья (2)         |
| 12 січня 2014                  |                 |                         |
| Каса Естрелла дель Бенфіка (2) | 3:3 дч пен. 3:2 | Атлетік (Ескальдес) (2) |
| Ордіно II (2)                  | 0:8             | Лузітанос II (2)        |
| Ла-Массана (2)                 | 3:5             | Ранжерс (2)             |
| Енкамп II (2)                  | 3:2             | Женлай (2)              |
| Пенья Енкарнада (2)            | 1:2             | Сан-Жулія II (2)        |
| Принсіпат II (2)               | 0:3             | Санта-Колома II (2)     |

## Другий раунд
| Команда 1                      | Рахунок | Команда 2             |
| ------------------------------ | ------- | --------------------- |
| 26 січня 2014                  |         |                       |
| Сан-Жулія II (2)               | 1:8     | Уніо Еспортива II (2) |
| Каса Естрелла дель Бенфіка (2) | 0:1 дч  | Енкамп II (2)         |
| Енгордані (2)                  | 4:2 дч  | Лузітанос II (2)      |
| Санта-Колома II (2)            | 2:3     | Ранжерс (2)           |

## Третій раунд
| Команда 1             | Рахунок         | Команда 2                   |
| --------------------- | --------------- | --------------------------- |
| 2 лютого 2014         |                 |                             |
| Енкамп II (2)         | 3:2             | Принсіпат                   |
| Ранжерс (2)           | 0:11            | Ордіно                      |
| Енгордані (2)         | 3:1             | Інтер (Ескальдес-Енгордань) |
| Уніо Еспортива II (2) | 3:3 дч пен. 4:5 | Енкамп                      |

## 1/4 фіналу
| Команда 1        | Заг. | Команда 2      | 1-й матч | 2-й матч |
| ---------------- | ---- | -------------- | -------- | -------- |
| 9/16 лютого 2014 |      |                |          |          |
| Енгордані (2)    | 0:8  | Сан-Жулія      | 0:5      | 0:3      |
| Енкамп II (2)    | 0:15 | Лузітанос      | 0:11     | 0:4      |
| Ордіно           | 1:5  | Уніо Еспортива | 0:1      | 1:4      |
| Енкамп           | 1:4  | Санта-Колома   | 0:1      | 1:3      |

## 1/2 фіналу
| Команда 1         | Заг. | Команда 2      | 1-й матч | 2-й матч |
| ----------------- | ---- | -------------- | -------- | -------- |
| 11/18 травня 2014 |      |                |          |          |
| Сан-Жулія         | 5:2  | Санта-Колома   | 3:0      | 2:2      |
| Лузітанос         | 6:1  | Уніо Еспортива | 4:0      | 2:1      |

## Фінал
| 25 травня 2014 18:30 (CEST) |

| Лузітанос     | 1:2 | Сан-Жулія             |
| ------------- | --- | --------------------- |
| Зе Карлос 50' |     | Варела 29' Агілар 56' |

| Комуналь д'Андорра-ла-Велья |